# Sundarbans
Sundarbans (bengálsky সুন্দরবন [šundorbon]) je les na hranicích Bangladéše a Indie, kde se rozkládají největší mangrovy na světě. Les pokrývá plochu okolo 10 000 km², přičemž větší část se rozprostírá na území Bangladéše. Leží v oblasti delty vlévající se do Bengálského zálivu a tvořené soutokem řeky Gangy, Brahmaputry a Meghny.
Pro svou jedinečnou hodnotu a přírodní bohatství je Sundarbans od roku 1997 zapsán na Seznamu světového dědictví UNESCO.

## Geografie
Díky složité síti vodních cest je umožněn přístup téměř do všech koutů lesa. Úrodné půdy v okolí delty byly po staletí intenzivně využívány člověkem, a tak většina regionu byla využita pro zemědělství. Mangrovy Sundarbans společně se zbývajícími lesy jsou důležitým habitatem pro ohroženého tygra bengálského. Sundarbans navíc plní zásadní funkci ochranné bariéry pro miliony obyvatel v Khulaná a Port of Mongla a jejich okolí proti povodním, které vznikají kvůli cyklónům.

## Fauna
Tyto lesy jsou domovem 453 druhům divokých zvířat včetně 290 druhů ptáků, 120 druhů ryb, 42 druhů savců, 35 druhů plazů a 8 druhů obojživelníků. K roku 2015 (Bangladéš) a 2011 (Indie) má Sundarbans okolo 180 tygrů. Tygři zde napadnou až 50 lidí ročně. Útočiště zde nacházejí i jiní savci, například kočka rybářská nebo kočka bengálská. Axis indický, prase divoké nebo třeba makak rhesus jsou pro tygry oblíbenou kořistí.
Mangrovy jsou přechodem z mořského do sladkovodního a suchozemského systému. Poskytují habitat malým rybám, krabům, krevetám a jiným korýšům, kteří zde žijí mezi spletitou masou kořenů, známých jako pneumatofory, které rostou vzhůru z anaerobního bahna, aby získaly přísun kyslíku.
V aquafauně najdeme různé druhy želv, hadů, krokodýlů, žab, krabů, krevet, spousta druhů ryb, ale také ohroženého vodního savce delfínovece ganžského.
Ptačím endemitem je ledňáček hnědý. Žije tu také například několik druhů orlů, pelikáni, kachny.

## Flora
I když v jiných částech světa jsou pro mangrovy typické čeledi kořenovníkovité nebo uzlencovité, zde dominují čeledi slézovité a pryšcovité. Charakteristickým stromem lesa je sundari (Heritiera littoralis), od kterého byl pravděpodobně odvozen název lesa. Jeho dřevo je tvrdé, používá se ke stavbě domů, lodí a nábytku. Zdejší odrůdy lesů zahrnují mangrovy, pobřežní lesy, smíšené lesy se slanou i brakickou vodou a bažinaté lesy. Kromě lesa jsou zde oblasti s brakickou vodou, bažiny nebo písečné duny a jiná vyvýšená místa pro suchozemskou vegetaci.

## Chráněné oblasti
Bangladéšská část lesa leží pod dvěma lesními útvary, čtyřmi správními oblastmi a má šestnáct lesních stanic. Chráněné oblasti pokrývají 15% celkové plochy mangrovového lesa Sundarbans včetně národního parku Sundarbans a přírodních rezervací Sundarbans West Wildlife Sanctuary, Sundarbans East Wildlife Sanctuary, Sundarbans South Wildlife Sanctuary a Sajnakhali Wildlife Sanctuary.

### Národní park Sundarbans
Národní park Sundarbans je chráněnou oblastí tygra bengálského a také přírodní rezervací biosféry v Západním Bengálsku v Indii. Tato část lesa leží na deltě řeky Gangy, která je hustě pokryta magrovy a hraničí s větší, bangladéšskou částí. Je domovem velkému množství živočichů včetně krokodýla mořského. Tento národní park byl roku 1973 vyhlášen jako hlavní oblast tygří rezervace a jako přírodní rezervace v roce 1977. 4. května byl 1984 byl vyhlášen národním parkem.

### Přírodní rezervace Sundarbans West Wildlife Sanctuary
Přírodní rezervace Západní Sundarbans je zapsána na Seznam světového dědictví UNESCO. Leží v Bangladéši. V této oblasti rostou jak mangrovy řídkého porostu gewa, tak mangrovy hustého porostu goran.

### Přírodní rezervace Sundarbans East Wildlife Sanctuary
Přírodní rezervace Sundarbans East Wildlife Sanctuary se rozkládá na ploše 31 227 ha. Leží v Bangladéši. Flora se zde liší podle toho, jestli jsou v dané části častější záplavy, sušší nebo vlhčí půdy, případně slané oblasti.

### Přírodní rezervace Sundarbans South Wildlife Sanctuary
Přírodní rezervace Sundarbans South Wildlife Sanctuary se rozléhá na ploše o rozloze 36 970 ha. Leží v Bangladéši. Zde jsou zjevně největší výkyvy slanosti.

### Přírodní rezervace Sajnakhali Wildlife Sanctuary
Přírodní rezervace Sajnakhali Wildlife Sanctuary je oblast o rozloze 362 km² v Západním Bengálsku v Indii. Leží v severní části delty. Jsou zde hlavně mangrovové křoviny, lesy a bažiny. Jako přírodní rezervace byla uznána roku 1976.